# Боаз Еру
Боаз Еру (фр. Bois-Héroult) насеље је и општина у северној Француској у региону Горња Нормандија, у департману Приморска Сена која припада префектури Руан.
По подацима из 2011. године у општини је живело 176 становника, а густина насељености је износила 26,71 становника/km². Општина се простире на површини од 6,59 km². Налази се на средњој надморској висини од 207 метара (максималној 232 m, а минималној 135 m).

## Демографија
| 1962. | 1968. | 1975. | 1982. | 1990. | 1999. | 2011. |
| ----- | ----- | ----- | ----- | ----- | ----- | ----- |
| 102   | 134   | 112   | 121   | 130   | 140   | 176   |

График промене броја становника у току последњих година